# 佐々木一朗
佐々木 一朗（ささき いちろう、1932年6月10日 - 2002年12月17日）は、日本の地方政治家。岩手県一関市長（1期）。

## 来歴
岩手県西磐井郡一関町（現・一関市）生まれ。岩手県立一関第一高等学校卒。卒業後は一関市役所に入り、民生、総務の各部長、収入役、助役を経て、1995年一関市長選挙に立候補して、当選する。1999年に再び立候補し、再選を目指したが、県立病院の移転問題や中心商店街の活性化などが争点となり、元岩手県議の浅井東兵衛（無所属）に1,500票余の差で敗れた。
2002年12月17日一関市内の自宅近くのため池で浮いている姿で発見され、死亡が確認された。